# Переходим к любви
«Переходим к любви» — советский 2-серийный телевизионный фильм 1975 года, снятый на киностудии им. А. Довженко. По мотивам одноимённого романа Павла Загребельного.

## Сюжет
Рабочий Дмитрий Череда стал известным человеком на трубопрокатном заводе, о нём пишут в газетах. Он влюбляется в начинающую певицу Валерию Кальченко. Под влиянием своей тёти и думая о своей артистической карьере, Валерия расстаётся с рабочим парнем.
Дмитрий включён в состав коллектива на получение премии за внедрение передовой технологии. Дмитрий выступает против начальника цеха Горевого, считая что тот незаслуженно включён в список на получение премии. Вместе с наставником Леонидом Шляхтичем он уговаривает Горевого отказаться от премии. Горевой пытается отказаться от внесения в список, но получает отказ от руководства комсомольской организации.
Дмитрий давно знаком с Клементиной Кныш. Они давно знакомы, но Дмитрий узнаёт, что она пишет ему письма и влюблена в него. Молодые люди начинают встречаться.

## В ролях
- Владимир Конкин — Дмитрий Череда
- Светлана Родина — Валерия Кальченко
- Тамара Трач — Клементина Кныш
- Татьяна Митрушина — Зинаида, сестра Дмитрия
- Анатолий Гаричев — Геннадий Викторович Горевой
- Геннадий Корольков — Леонид Шляхтич
- Андрей Вертоградов — Держикрай
- Наталия Наум — мать Дмитрия
- Аркадий Трощановский — Матвей, отец Дмитрия и Зинаиды
- Владимир Трошин — Иван Дмитриевич, фронтовик
- Вера Предаевич — Наталия Ивановна, тётя Валерии
- Александр Савченко — Кривцун
- Виктор Демерташ — Виктор
- Николай Гудзь — знакомый Валерии, член ансамбля
- Анатолий Переверзев — руководитель комсомольской организации
- Людмила Дементьева — медсестра
- Неонила Гнеповская — участница совещания
- Валентин Грудинин — участник совещания
- Людмила Логийко — Люба
- Евгений Гвоздёв — директор завода
- Сергей Иванов — работник завода

## Съёмочная группа
- Режиссёры-постановщики: Алексей Мишурин, Олег Фиалко
- Сценарист: Александр Сацкий
- Оператор-постановщик: Сергей Лисецкий
- Художник-постановщик: Вячеслав Капленко
- Композитор: Владимир Золотухин
- Текст песен: Валерий Куринский
- Звукооператор: Е. Межибовская

## Критика
Критикой телефильм оценивался невысоко.
Лев Кулиджанов относил телевизионную ленту «Переходим к любви» к числу фильмов, создателям которых «не удалось найти достаточно эффективных художественных средств для углубления в человеческие характеры и отношения».